# Felicien Van Ingelghem

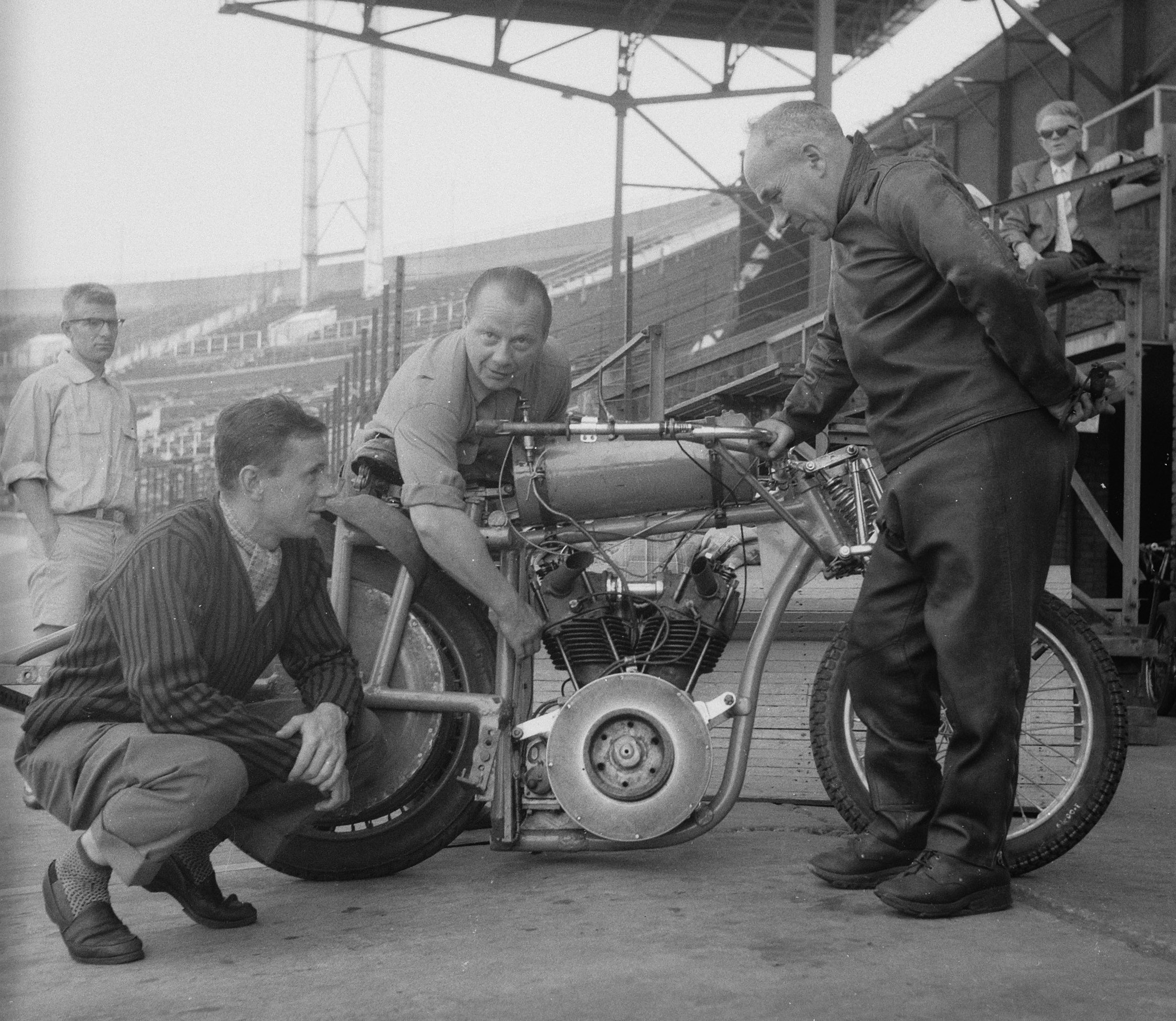
Felicien Van Ingelghem (rechts) im Gespräch mit Martin Wierstra (links) bei den Bahnweltmeisterschaften 1959 in Amsterdam

Felicien Van Ingelghem (* um 1900; † 9. August 1963 in Amsterdam) war ein belgischer Radrennfahrer und Schrittmacher.
Bis zu seinem 21. Lebensjahr fuhr Felicien Van Ingelghem selbst Radrennen, jedoch ohne großen Erfolg. Dann wurde er Schrittmacher. Bei den UCI-Bahn-Weltmeisterschaften 1938 in Amsterdam verursachte er einen schweren Unfall, bei dem er selbst sowie der Belgier August Meuleman und der Luxemburger Josy Kraus schwer verletzt wurden. Danach sollte er ursprünglich lebenslang gesperrt werden. Die Sperre wurde jedoch auf ein Jahr verkürzt, aber Van Ingelghem musste 2000 Goldfranken Strafe bezahlen.
Seine größten Erfolge hatte Van Ingelghem in den 1950er und 1960er Jahren. Bei den UCI-Bahn-Weltmeisterschaften 1955 und den UCI-Bahn-Weltmeisterschaften 1962, beide Male in Mailand, führte er den Spanier Guillermo Timoner zum Weltmeistertitel der Profi-Steher. 1956 in Ordrup bei Kopenhagen und 1958 in Paris wurde das Gespann Vize-Weltmeister. 1960 wurde der Niederländer Martin Wierstra in Leipzig hinter Van Ingelghems Führung Vize-Weltmeister der Amateur-Steher.
Am 19. Juli 1963 verunglückte Van Ingelghem ein zweites Mal auf der Radrennbahn im Olympiastadion Amsterdam; vier Wochen später starb er an den Folgen des Sturzes. Er war der bisher letzte Schrittmacher, der bei einem Steherrennen tödlich verunglückte.